# Jirō Sato
Jirō Sato (佐藤 次郎, Satō Jirō), né le 5 janvier 1908 à Shibukawa (préfecture de Gunma) et mort le 5 avril 1934 dans le détroit de Malacca, est un joueur japonais de tennis, no 3 mondial en 1933.

## Carrière
Il étudie à l'Université Waseda.

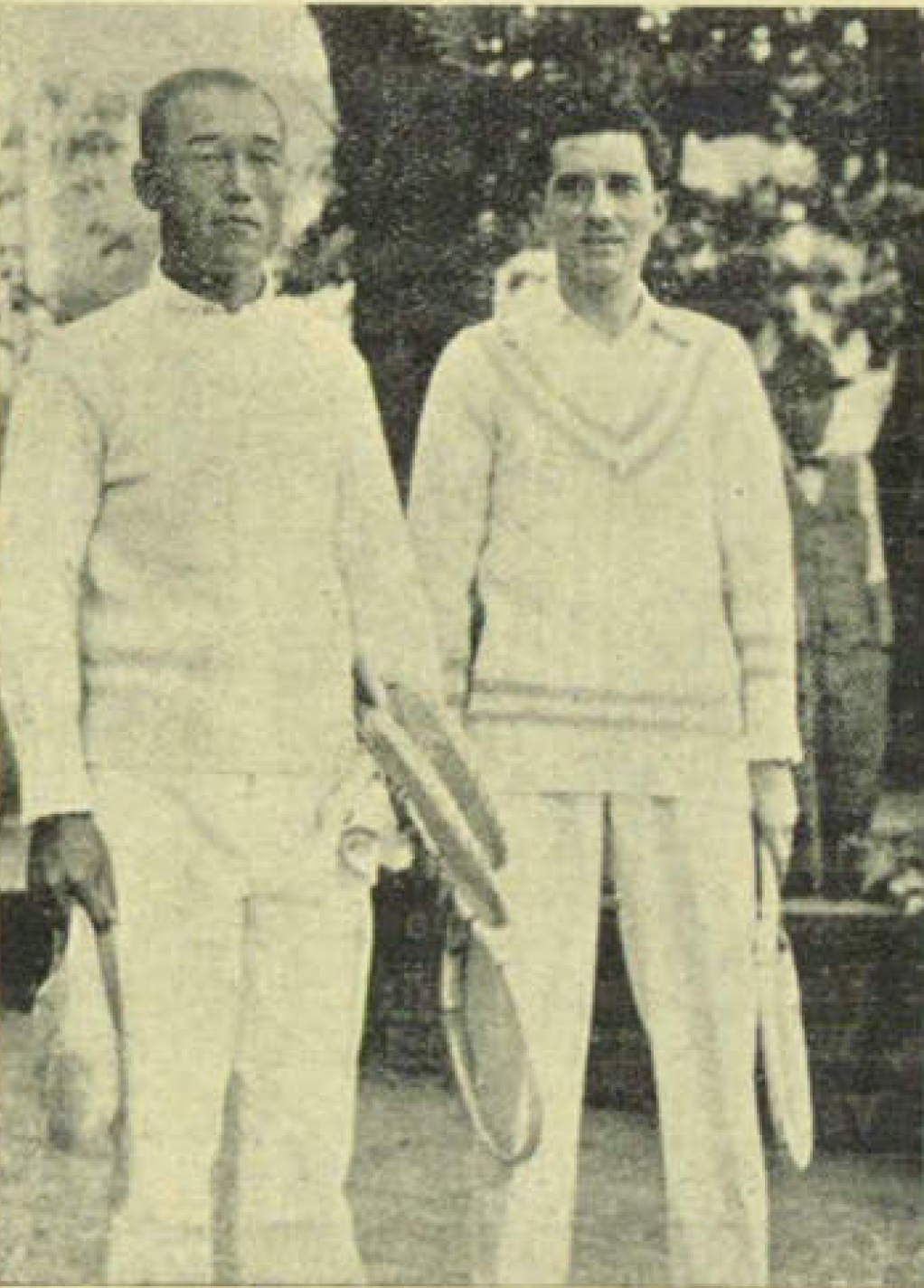
Jirō Sato (à gauche) et Jacques Brugnon (1929).

Jirō Sato atteint cinq demi-finales en simple dans les tournois du Grand Chelem de 1931 à 1933, hormis les finales de Zenzo Shimizu (All Comer's Final) et Kei Nishikori (en 2014) cela reste la meilleure performance de l'histoire du tennis japonais avec la demi-finale de l'US Open 1918 de Ichiya Kumagae.
Il est aussi finaliste en double au Tournoi de Wimbledon 1933 (avec Ryosuke Nunoi où il perd contre Jean Borotra et Jacques Brugnon) et finaliste en double mixte aux Championnats d'Australie (avec Meryl O'Hara Wood) en 1932.
Il obtient une renommée mondiale à Wimbledon 1932, où il bat le champion Sidney Wood en quart de finale (perdant contre Henry Austin en demi-finale) et le sommet de sa carrière vint en 1933, quand il bat Fred Perry aux Internationaux de France de tennis. Il fut classé no 6 mondial et no 3 parmi les amateurs par le correspondant journalistique pour le tennis du Daily Telegraph (classé no 1 : Jack Crawford, no 2 : Fred Perry) en 1933.
En 1934, Sato est capitaine et joueur de l'équipe du Japon de Coupe Davis ; de ce fait, il subit une pression importante de sa fédération. L'équipe embarque sur le navire Hakone Maru qui quitte le port de Singapour en direction de Penang, première étape vers l'Europe et Eastbourne en Angleterre pour rencontrer l'Australie. C'est lors de cette traversée qu'il se jette dans le détroit de Malacca le 5 avril 1934 à 23 h 30 ; il avait 26 ans.
Il laisse deux lettres, une pour s'excuser auprès du capitaine, et l'autre pour son équipe expliquant que la pression qu'il subit l'empêche de défendre son pays ce qui le remplit d'une honte insurmontable. Après la découverte de la disparition de deux poids et deux cordes à sauter d'entrainement, le bateau fait demi-tour et le cherche en vain pendant 7 heures. La nouvelle de sa mort fait ensuite le tour du monde. La théorie officielle[réf. nécessaire] veut que Sato voulait faire une pause dans sa carrière pour se consacrer à son mariage, mais que la fédération le lui refusa en affirmant que l'honneur du pays était bien plus important. La théorie non officielle[réf. nécessaire] parle d'un problème concernant son mariage futur avec Sanaye Okada (qui était sa partenaire de double mixte) : selon la règle[réf. nécessaire], Okada étant fille unique, Sato devait prendre son nom ce qui lui causait beaucoup de problème et pourrait être la vraie raison de son angoisse. Le Japon perd ensuite la rencontre.
Pendant la Seconde Guerre mondiale, au bord du fleuve Sittan en Birmanie, son partenaire de la Coupe Davis et de la finale du double de Wimbledon 1933, Ryosuke Nunoi, se suicide également avec un pistolet.

## Palmarès (partiel)

### Titres en simple
- 1931 Japan international championships, bat Hyotare Satoh (?)[1]
- 1931 Czechoslovakian international championships, bat Minoru Kawachi (5-7, 6-3, 6-1, 6-1)

### Finales de simple perdues
|   | Date | Nom et lieu du tournoi               | Cat. | ($) | Surf.        | Vainqueur  | Score              |
| - | ---- | ------------------------------------ | ---- | --- | ------------ | ---------- | ------------------ |
| 1 | 1932 | Los Angeles Tennis Open, Los Angeles |      |     | Gazon (ext.) | Fred Perry | 6-2, 6-4, 7-5      |
| 2 | 1933 | Los Angeles Tennis Open, Los Angeles |      |     | Gazon (ext.) | Fred Perry | 6-4, 1-6, 6-0, 7-5 |

- 1930 Mid-Pacific, battu par Cranston Holman (6-3, 6-1, 7-5)
- 1930 Japan international championships, battu par Takeichi Harada (6-3, 6-3, 6-2)
- 1931 Hungarian international championships, battu par Béla von Kehrling (?)
- 1931 UK Covered courts championships, battu par Jean Borotra (10-8, 6-3, 0-6, 6-3)

### Titres en double
non connu

### Finales de double perdues
|   | Date | Nom et lieu du tournoi            | Cat.      | ($) | Surf.        | Vainqueurs                   | Partenaire     | Score                   |
| - | ---- | --------------------------------- | --------- | --- | ------------ | ---------------------------- | -------------- | ----------------------- |
| 1 | 1932 | San Francisco Open, San Francisco |           |     | Dur          | Phil Neer Ed Levy            | Takeo Kuwabara | 6-1, 6-1, 0-6, 1-6, 6-3 |
| 2 | 1933 | The Championships, Wimbledon      | G. Chelem |     | Herbe (ext.) | Jean Borotra Jacques Brugnon | Ryosuke Nunoi  | 4-6, 6-3, 6-3, 7-5      |

### Titres en double mixte
non connu

### Finales en double mixte
|   | Date | Nom et lieu du tournoi              | Cat.      | ($) | Surf.        | Vainqueurs                          | Partenaire        | Score         |
| 1 | 1932 | Australian Championships, Melbourne | G. Chelem | 0   | Herbe (ext.) | Marjorie Cox Crawford Jack Crawford | Meryl O'Hara Wood | 6-8, 8-6, 6-3 |

## Parcours enGrand Chelem(partiel)

### En simple
| Année | Open d'Australie | Open d'Australie | Roland-Garros | Roland-Garros  | Wimbledon     | Wimbledon     | US Open        | US Open        |
| ----- | ---------------- | ---------------- | ------------- | -------------- | ------------- | ------------- | -------------- | -------------- |
| 1931  | -                | -                | 1/2 finale    | Jean Borotra   | 1/4 de finale | Jean Borotra  | -              | -              |
| 1932  | 1/2 finale       | Harry Hopman     | 4e tour (1/8) | Marcel Bernard | 1/2 finale    | Henry Austin  | 2e tour (1/32) | Lester Stoefen |
| 1933  | -                | -                | 1/2 finale    | Jack Crawford  | 1/2 finale    | Jack Crawford | 4e tour (1/8)  | Gregory Mangin |

À droite du résultat, l'ultime adversaire

### En double
| Année | Open d'Australie | Open d'Australie | Roland-Garros | Roland-Garros | Wimbledon            | Wimbledon                    | US Open | US Open |
| 1933  | -                | -                | -             | -             | Finale Ryosuke Nunoi | Jean Borotra Jacques Brugnon | -       | -       |

### Demi-finales en Grand Chelem
- 1931 Roland-Garros : perd contre Jean Borotra 10-8, 2-6, 5-7, 6-1, 6-2
- 1932 Wimbledon : perd contre Henry Austin 7-5, 6-2, 6-1
- 1932 Open d'Australie : perd contre Harry Hopman 0-6, 6-2, 6-3, 4-6, 6-4
- 1933 Roland-Garros : perd contre Jack Crawford 6-0, 6-2, 6-2
- 1933 Wimbledon: perd contre Jack Crawford 6-3, 6-4, 2-6, 6-4.